# پیترو چسی
پیترو چسی (ایتالیایی: Pietro Chesi; ۲۴ نوامبر ۱۹۰۲ – ۱۵ اوت ۱۹۴۴) دوچرخه‌سوار اهل پادشاهی ایتالیا بود.